# Giulio Gianini
Giulio Gianini (ur. 9 lutego 1927 w Rzymie, zm. 16 maja 2009 tamże) – włoski reżyser filmowy, twórca filmów animowanych.

## Nagrody
- 2001: Prix Klingsor – Biennale Animacji Bratysława (BAB)